# Scott W. Lucas
Scott Wike Lucas, född 19 januari 1892 nära Chandlerville i Cass County i Illinois, död 22 februari 1968 i Rocky Mount i North Carolina, var en amerikansk demokratisk politiker.

## Biografi
Lucas avlade 1914 juristexamen vid Illinois Wesleyan University. Han inledde sedan 1915 sin karriär som advokat i Havana, Illinois. Han deltog i första världskriget i United States Army.
Lucas var ledamot av USA:s representanthus 1935-1939 och ledamot av USA:s senat för Illinois 1939-1951. I senaten var han demokratisk whip 1947-1949 och majoritetsledare 1949-1951.
Senator Lucas kandiderade till omval i 1950 års kongressval men förlorade mot republikanen Everett Dirksen. Samma öde drabbade även den följande demokratiska majoritetsledaren Ernest McFarland två år senare, som förlorade sitt mandat i senaten mot Barry Goldwater.
Lucas grav finns på Laurel Hill Cemetery i Havana, Illinois.